# Minebea
Minebea est une entreprise japonaise spécialisée dans les composants mécaniques, comme les roulements à billes mais aussi dans les composants électroniques.

## Histoire
En décembre 2015, Minebea annonce son intention d'acquérir Mitsumi Electric.